# Anton zu Stolberg-Wernigerode

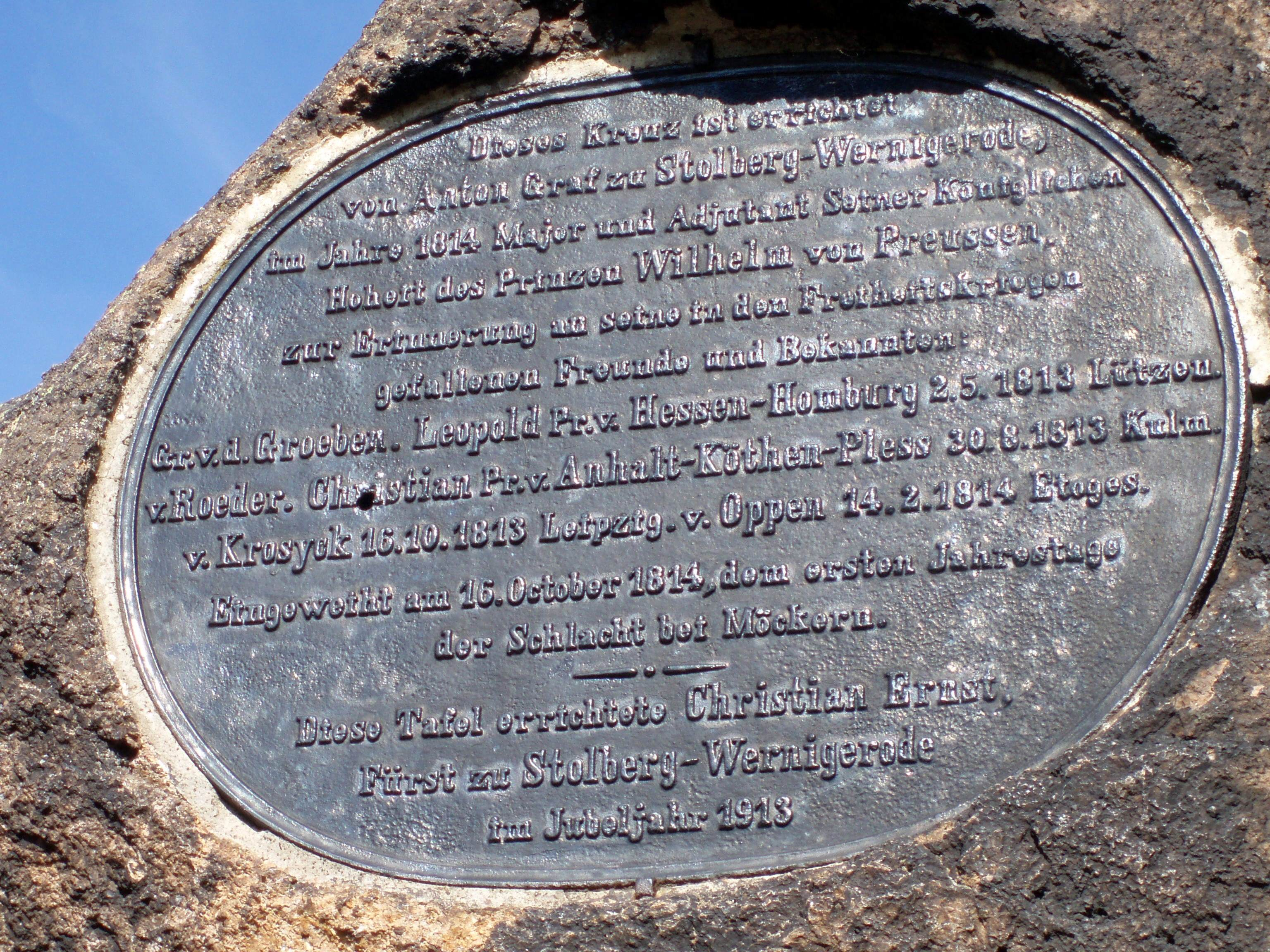
Gedenktafel am Ilsestein von 1913 mit Bezug zu Graf Anton

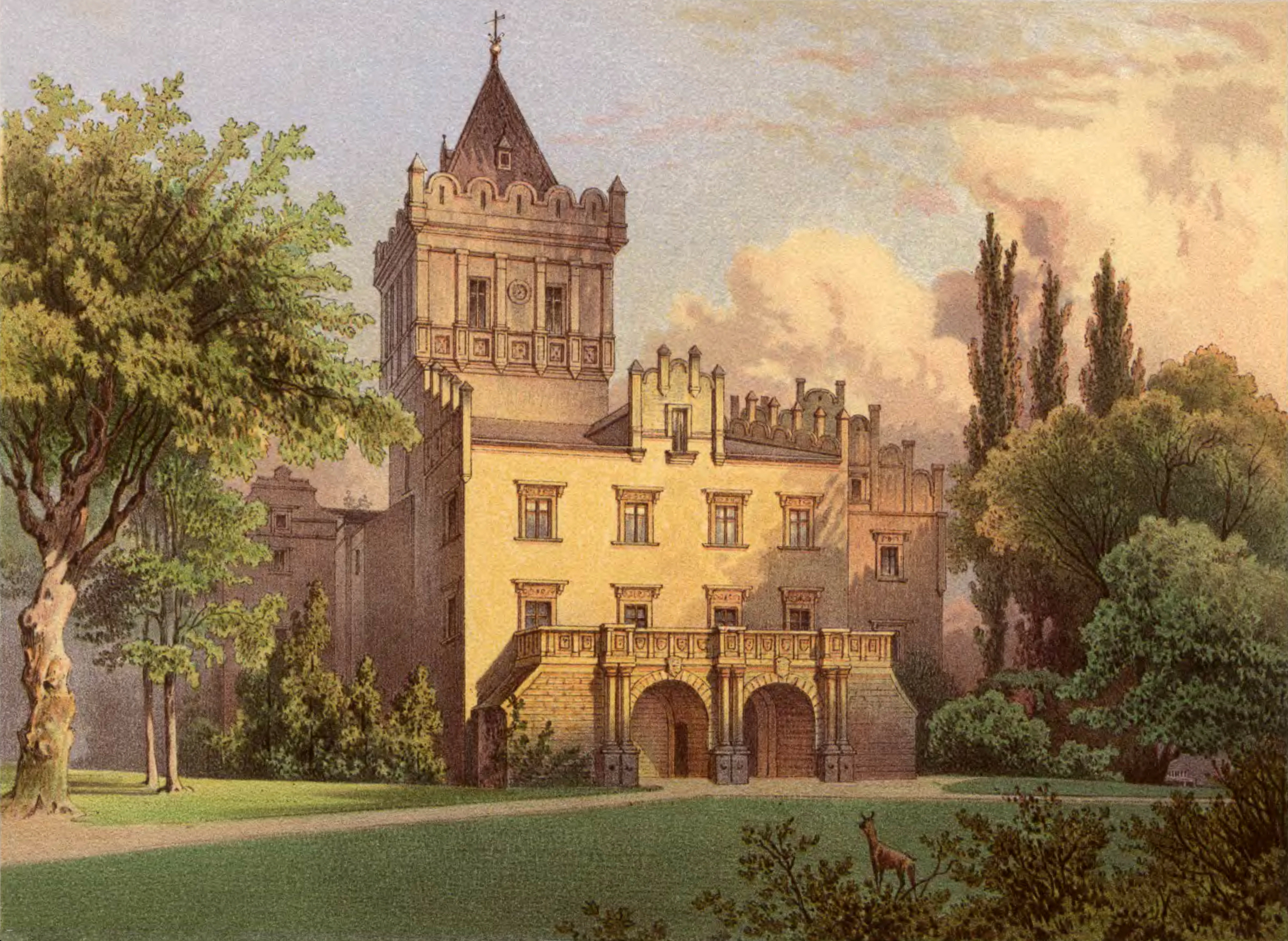
Schloss Kreppelhof

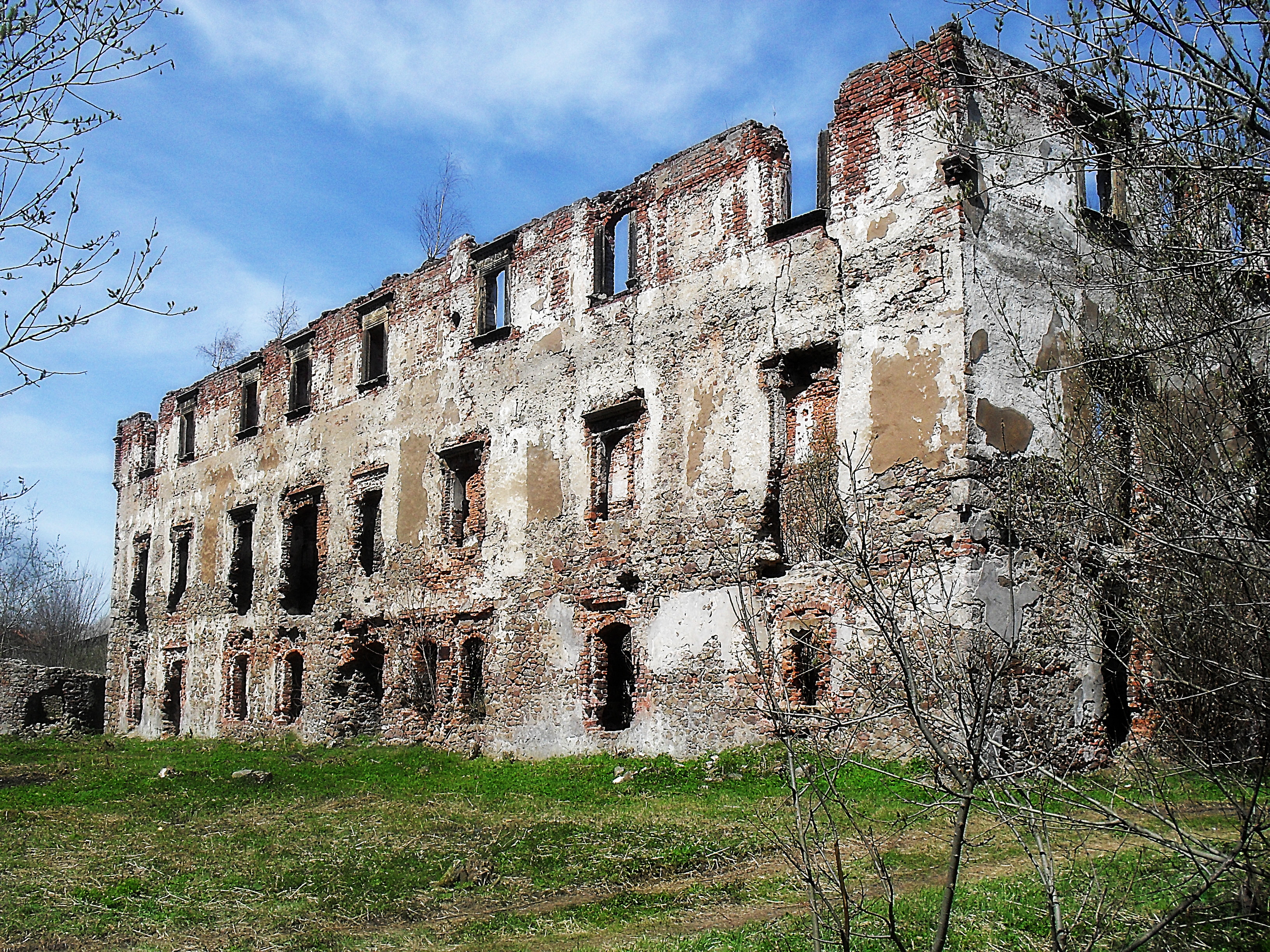
Ruine Schloss Kreppelhof in Kamienna Góra

Schloss Diersfordt bei Wesel

Anton Graf zu Stolberg-Wernigerode (* 23. Oktober 1785 auf Schloss Wernigerode; † 11. Februar 1854 in Berlin) war Ober- und Regierungspräsident in Magdeburg und preußischer Staatsminister.

## Herkunft
Er war der vierte Sohn des über die Grafschaft Wernigerode regierenden Grafen Christian Friedrich zu Stolberg-Wernigerode (1746–1824) und der Gräfin Auguste Eleonore zu Stolberg-Stolberg (1748–1821).

## Leben
Anton zu Stolberg-Wernigerode kam am 4. März 1801 als Kornett zum Garde du Corps der Preußischen Armee, avancierte am 2. Februar 1803 zum Sekondeleutnant und nahm am Vierten Koalitionskrieg teil. Er kämpfte in der Schlacht bei Auerstedt und bei Heilsberg. Am 21. Dezember 1806 wurde er zum Premierleutnant befördert. Nach dem Krieg wurde er am 7. Juni 1809 noch Stabskapitän, bevor er am 4. November 1809 sein Abschied mit Pension und der Erlaubnis zum Tragen der Regimentsuniform erhielt.
Mit Beginn der Befreiungskriege wurde er am 27. Februar 1813 als Adjutant des Prinzen Wilhelm von Preußen wieder in der Armee angestellt und am 4. Juni 1813 zum Rittmeister befördert. In der Schlacht bei Großgörschen erwarb er das Eiserne Kreuz II. Klasse, kämpfte bei Bautzen, an der Katzbach und bei Leipzig. Für letzte erhielt er den Orden der Heiligen Anna II. Klasse. Für Laon erhielt er eine Belobigung sowie bei Paris das Eiserne Kreuz I. Klasse und den Sankt-Stanislaus-Orden II. Klasse. Ferner focht in der Schlacht bei Belle Alliance und den Gefechten bei Löwenberg, Pilgramsdorf, Goldberg und Taub. In der Zeit wurde er am 25. April 1814 zum Major befördert, am 5. Oktober 1814 erhielt er außerdem den österreichischen Leopold-Orden. Am 22. April 1815 kam er wieder als Adjutant zum  Prinzen Wilhelm von Preußen, nahm aber am 1. November 1815 seinen Abschied mit einer Pension. Dazu wurde ihm am 8. November 1815 noch der Charakter eines Oberstleutnants verliehen.
Durch die Stiftung seines Vaters vom 18. Dezember 1815 erhielten er und seine Nachfolger die Herrschaft Kreppelhof in Schlesien als Spezialfideikommiss und Majorat übertragen. Außerdem erbte er von seinem 1831 verstorbenen Schwager Christoph Alexander Carl Friedrich Freiherr von Wylich dessen Herrschaft Diersfordt bei Wesel.
Am 14. April 1825 wurde er zum Führer des 2. Aufgebots des II. Bataillons des 7. Landwehr-Regiments ernannt. Seit dem 11. Februar 1826 war er auch Mitglied des preußischen Staatsrates.
Am 1. Mai 1828 wurde Stolberg-Wernigerode Landrat in Landeshut in Schlesien, nachdem ihm bereits seit 7. Juni 1827 die Verwaltung dieses Amtes einstweilig übertragen worden war. Mitte Juni 1830 erfolgte seine Aufnahme in den Johanniterorden. Am 10. Oktober 1830 wurde er zur Dienstleistung zum General der Kavallerie Prinz Wilhelm von Preußen kommandiert, der zwischenzeitlich Gouverneur am Niederrhein und in Westfalen war. Für die Dauer der Aufgabe erhielt er ab dem 15. Oktober 1830 ein Stabsoffiziersgehalt von 1800 Talern und drei schweren Rationen. Zudem erhielt er am 30. Mai 1831 den Charakter als Oberst. Am 27. Juni 1832 wurde er dem König zugeordnet.
Am 11. April 1834 ernannt der König ihn zum Regierungspräsidenten in Düsseldorf. Gleichzeitig wurde er von der Führung des 2. Aufgebots des 7. Landwehr-Regiments entbunden. Er erhielt aber die Erlaubnis, die Uniform der Garde du Corps zu tragen. Am 1. Dezember 1837 erfolgte seine Ernennung zum Oberpräsidenten der preußischen Provinz Sachsen und Regierungspräsidenten von Magdeburg. Durch Kabinettsorder vom 30. Dezember 1840 wurde er „in das Ministerium des Königlichen Hauses versetzt“ und „zugleich zum wirklichen Geheimen Rath mit Sitz und Stimme im Staatsministerium“ ernannt. Magdeburg verlieh ihm 1841 die Ehrenbürgerschaft. Am 6. Mai 1841 wurde er auch zum Generalmajor befördert und am 28. Oktober 1841 zum Chef des 27. Landwehr-Regiments ernannt. Am 24. Februar 1841 wurde ihm vom König von Hannover der Guelphen-Orden verliehen. Durch Kabinettsorder vom 7. Juni 1842 ernannte ihn König Friedrich Wilhelm IV. „unter Beibehaltung seiner bisherigen Stellung“ im Hausministerium „zum Staatsminister“. Am 1. Dezember 1842 übernahm Stolberg-Wernigerode „die Leitung der zweiten Abtheilung des Ministerii des Königlichen Hauses.“ Am 26. September 1843 erhielt er auch den Orden der Heiligen Anna I. Klasse mit Brillanten.
Im Jahre 1845 schlug Stolberg-Wernigerode dem preußischen Innenminister Adolf Heinrich von Arnim-Boitzenburg vor, die ursprünglich von Albrecht Daniel Thaer geleitete, in Frankenfelde bei Wriezen „angeblich nicht unter günstigen Verhältnissen befindliche Königliche Stammschäferei nach Steglitz und Dahlem zu verlegen“, was aber aus Kostengründen nicht zustande kam.
Als Gegner der Revolution musste Stolberg-Wernigerode am 18. März 1848 von seinen Ämtern zurücktreten. Er wurde außerdem am 9. Mai 1848 als Generalleutnant aus der Armee verabschiedet. Der König ernannte ihn am 26. Juni 1851 zum preußischen Oberstkämmerer und Minister des königlichen Hauses. Dazu erhielt er am 26. August 1851 den Schwarzen Adlerorden und am 23. Dezember 1852 das Großkreuz des Sankt Stephans-Ordens. Er starb am 11. Februar 1854 in Berlin. Bereits am folgenden Tage wurde seinem Nachfolger, Ludwig von Massow, „die einstweilige Verwaltung des Ministeriums des Königlichen Hauses mit den Rechten eines Chefs desselben“ übertragen.

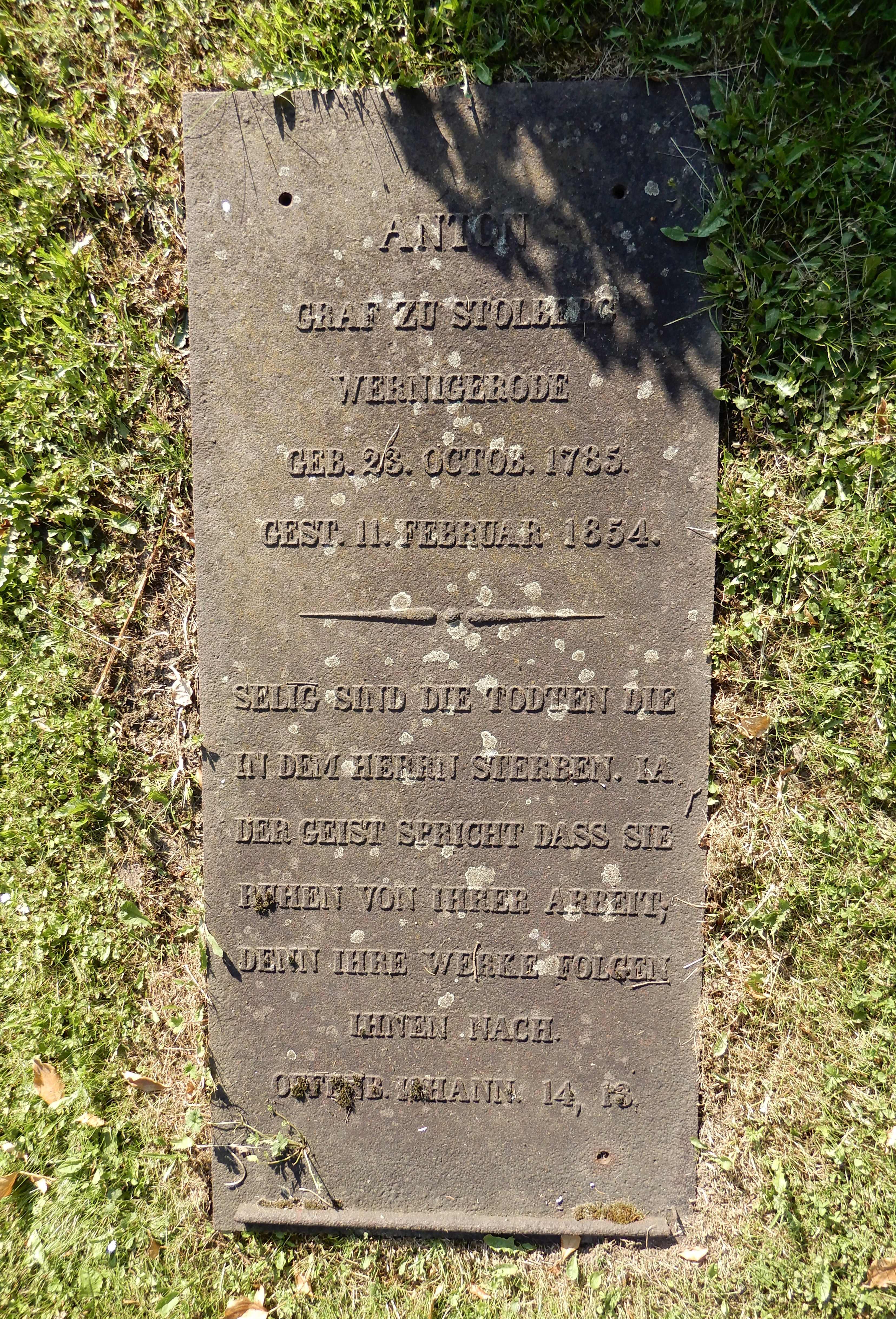
Grabplatte auf dem Schlossfriedhof Wernigerode

Stolberg-Wernigerode wurde auf dem Friedhof der gräflichen Familie in Wernigerode beigesetzt. Das Grabmal wurde von Friedrich August Stüler entworfen.

## Kinder
Aus der 1809 geschlossenen Ehe mit Luise Freiin von der Reck (1787–1874), Tochter des Ministers Eberhard von der Recke, gingen folgende Kinder hervor:
- Eberhard (1810–1872), folgte seinem Vater als Majoratsherr in Kreppelhof
- Conrad (1811–1851) ⚭ 4. Oktober 1838 Marianne von Romberg (1821–1884), dessen Sohn Graf Udo übernahm 1872 die Herrschaft Kreppelhof
- Udo (1812–1826)
- Jenny (1813–1900) ⚭ 12. Juli 1838 Alexander Graf von Keller (1801–1879)
- Marianne (1815–1844)
- Bertha (1816–1861)
- Elisabeth (1817–1822)
- Anna (1819–1868)
- Charlotte (1821–1885) ⚭ 24. Juli 1851 Hans Hugo von Kleist-Retzow (1814–1892)
- Bolko (1823–1884) ⚭  5. November 1853 Elisabeth von Thun (1833–1900)
- Friederike (1824–1848)
- Theodor (1827–1902) ⚭ 16. April 1872 Klara von der Schulenburg (1849–1936)